# Себастьян Кель
Себастьян Кель (нім. Sebastian Kehl, нар. 13 лютого 1980, Фульда) — німецький футболіст, півзахисник клубу «Боруссія» (Дортмунд).
Насамперед відомий виступами за клуби «Ганновер 96» та «Фрайбург», а також національну збірну Німеччини.
Триразовий чемпіон Німеччини. Володар Кубка Німеччини.

## Клубна кар'єра
Народився 13 лютого 1980 року в місті Фульда. Вихованець юнацьких команд футбольних клубів «Боруссія» (Фульда) та «Ларбах Танн».
У дорослому футболі дебютував 1998 року виступами за команду клубу «Ганновер 96», в якій провів два сезони, взявши участь у 32 матчах чемпіонату.
Своєю грою за цю команду привернув увагу представників тренерського штабу клубу «Фрайбург», до складу якого приєднався 2000 року. Відіграв за фрайбурзький клуб наступні два сезони своєї ігрової кар'єри.
До складу клубу «Боруссія» (Дортмунд) приєднався 2002 року, по ходу сезону, відхиливши пропозицію мюнхенської «Баварії». Після операції на коліні влітку 2006 року Себастьян пропустив першу половину сезону 2006–2007, вийшовши на поля лише 4 лютого, після чого йому довелося ще кілька тижнів заліковувати незміцнілий суглоб. Наразі встиг відіграти за дортмундський клуб понад 200 матчів в національному чемпіонаті, ставши капітаном команди.

## Виступи за збірні
Протягом 1999–2001 років залучався до складу молодіжної збірної Німеччини. На молодіжному рівні зіграв в 11 офіційних матчах.
2001 року дебютував в офіційних матчах у складі національної збірної Німеччини в матчі проти Словаччини, який пройшов в Бремені. У тому матчі він після перерви замінив Марко Ремера й допоміг команді здобути перемогу — 2:0. Наразі провів у формі головної команди країни 31 матч, забивши 3 голи.
У складі збірної був учасником чемпіонату світу 2002 року в Японії і Південній Кореї, де разом з командою здобув «срібло». На чемпіонаті Європи в Португалії, що проходив у 2004 році, Кель разом з товаришами по збірній не зміг подолати груповий етап. Також брав участь у домашньому для німців чемпіонаті світу 2006 року, на якому команда господарів здобула бронзові нагороди.

## Статистика виступів

### Статистика клубних виступів
| Сезон   | Команда               | Країна    | Ігор | Голів |
| ------- | --------------------- | --------- | ---- | ----- |
| 1998/99 | «Ганновер 96»         | Німеччина | 8    | 1     |
| 1999/00 | «Ганновер 96»         | Німеччина | 24   | 1     |
| 2000/01 | «Фрайбург»            | Німеччина | 25   | 2     |
| 2001/02 | «Фрайбург»            | Німеччина | 15   | 2     |
| 2002    | «Боруссія» (Дортмунд) | Німеччина | 15   | 1     |
| 2002/03 | «Боруссія» (Дортмунд) | Німеччина | 28   | 0     |
| 2003/04 | «Боруссія» (Дортмунд) | Німеччина | 23   | 1     |
| 2004/05 | «Боруссія» (Дортмунд) | Німеччина | 32   | 4     |
| 2005/06 | «Боруссія» (Дортмунд) | Німеччина | 29   | 1     |
| 2006/07 | «Боруссія» (Дортмунд) | Німеччина | 6    | 0     |
| 2007/08 | «Боруссія» (Дортмунд) | Німеччина | 14   | 3     |
| 2008/09 | «Боруссія» (Дортмунд) | Німеччина | 28   | 5     |
| 2009/10 | «Боруссія» (Дортмунд) | Німеччина | 6    | 1     |
| 2010/11 | «Боруссія» (Дортмунд) | Німеччина | 6    | 0     |
| 2011/12 | «Боруссія» (Дортмунд) | Німеччина | 7    | 2     |

## Титули і досягнення
- Чемпіон Німеччини (3):

«Боруссія» (Дортмунд): 2001-02, 2010-11, 2011-12
- Володар Кубка Німеччини (1):

«Боруссія» (Дортмунд): 2011-12
- Володар Суперкубка Німеччини (3):

«Боруссія» (Дортмунд): 2008, 2013, 2014
- Віце-чемпіон світу: 2002
- Бронзовий призер чемпіонату світу: 2006